# Liselotte Welskopf-Henrich
Liselotte Welskopf-Henrich, geborene Elisabeth Charlotte Henrich (* 15. September 1901 in München; † 16. Juni 1979 in Garmisch-Partenkirchen) war eine deutsche Schriftstellerin und Althistorikerin. Zeit ihres Lebens beschäftigte sich Welskopf-Henrich mit zwei Kulturen: mit dem antiken Griechenland und mit der Kultur der nordamerikanischen Indianer. Beruflich beschäftigte sie sich mit der Alten Geschichte. Hier war sie eine der einflussreichsten Persönlichkeiten in der DDR. Privat widmete sie sich den Indianern, über die sie Romane verfasste, die zu den Klassikern der DDR-Jugendliteratur gehören und sich auch in Westdeutschland hoher Popularität erfreuen.

## Leben

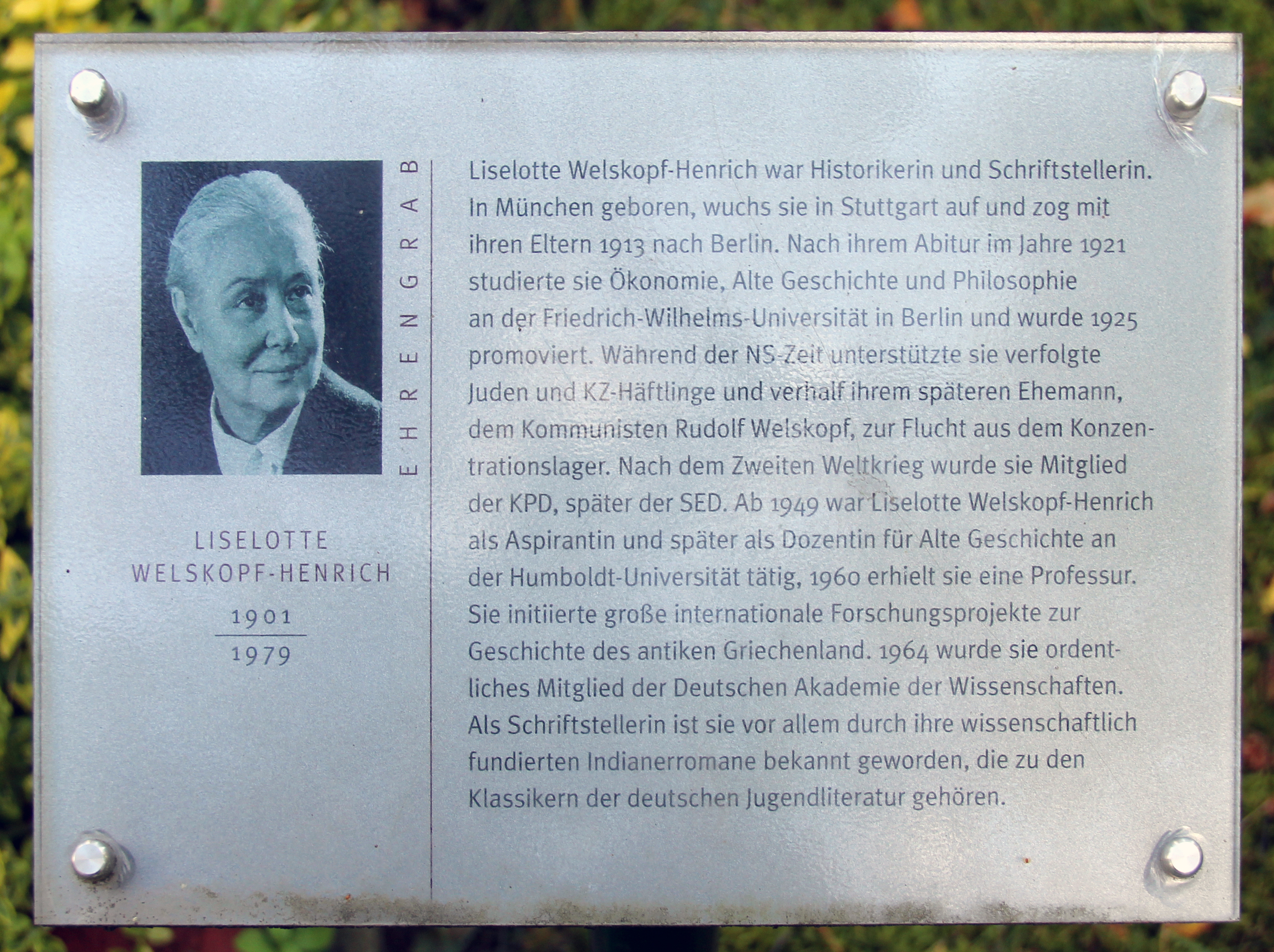
Gedenktafel, Friedlander Straße 156, in Berlin-Adlershof

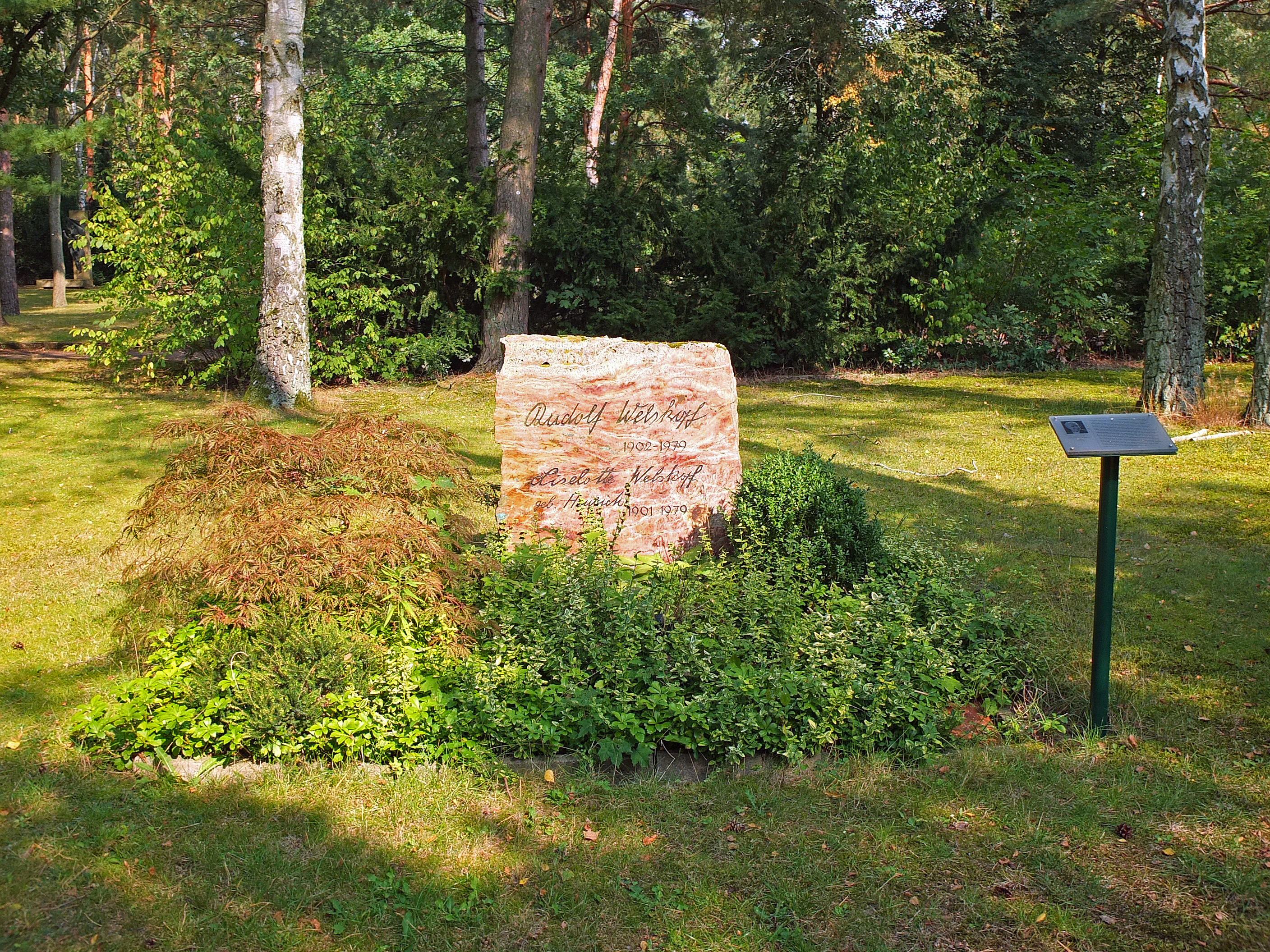
Grabstätte

Liselotte Henrich kam als Tochter des Rechtsanwalts Rudolf Henrich und seiner Frau Marie (geb. Bernbeck) in München zur Welt. 1907 zog die Familie nach Stuttgart, wo die Tochter auch die Schule besuchte. 1913 übersiedelten die Eltern mit ihr nach Berlin, wo sie das Lyzeum besuchte und 1921 ihr Abitur an der Staatlichen Augustaschule ablegte. Danach studierte sie Ökonomie, Alte Geschichte, Rechtswissenschaften und Philosophie an der Friedrich-Wilhelms-Universität (heute Humboldt-Universität), wo sie im Mai 1925 mit der Arbeit Die Organisation des internationalen Schuhwarenhandels promoviert wurde. Von 1925 bis 1928 war sie zunächst Betriebsstatistikerin, von 1928 bis 1945 Referentin beim Statistischen Reichsamt Berlin. Ab 1938 nahm sie am Widerstand gegen den Nationalsozialismus teil. Ihrem späteren Ehemann, dem  Kommunisten Rudolf Welskopf, verhalf sie zur Flucht aus dem KZ-Außenlager Lichterfelde und versteckte ihn 1944 bis 1945 vor dem Zugriff der Nationalsozialisten. Sie half ferner KZ-Häftlingen und wurde 1944 von der Gestapo verhört.
Nach dem Krieg blieb Henrich in Ost-Berlin und war zunächst in der Verwaltung und der Wirtschaft tätig. Sie heiratete 1946 Rudolf Welskopf und trat im selben Jahr der KPD bei, wodurch sie im April 1946 Mitglied der SED wurde. 1948 wurde ihr gemeinsamer Sohn Rudolf geboren, der später als Statiker arbeitete und auch gelegentlich als Dichter in Erscheinung trat.
Zunächst war Welskopf-Henrich als Handlungsbevollmächtigte der Baustoff-Beschaffungs-GmbH beschäftigt und wurde anschließend Geschäftsführerin. 1949 bewarb sie sich um eine planmäßige wissenschaftliche Aspirantur für Alte Geschichte an der Humboldt-Universität zu Berlin (HUB). Obwohl sie eigentlich Nationalökonomin war, wurde sie angenommen. Von 1952 bis 1960 wirkte sie als wissenschaftliche Mitarbeiterin an der Humboldt-Universität und war mit der Wahrnehmung einer Dozentur beauftragt. Sie habilitierte sich im November 1959 mit einer Arbeit zum Thema Die Muße als Problem im Leben und Denken der Hellenen von Homer bis Aristoteles. Ihre eigentlich geplante Habilitationsschrift, in der sie Zitate von Marx, Engels, Lenin und Stalin zur Antike und zum Alten Orient sammelte, wurde als Habilitation wegen mangelnder Qualität abgelehnt. Später wurde die Arbeit unter dem Titel Die Produktionsverhältnisse im Alten Orient und der griechisch-römischen Antike veröffentlicht. Dort hatte sie ihre stalinistische Position schon aufgegeben. Im Januar 1960 wurde Welskopf zunächst Dozentin, im Oktober Professorin für Alte Geschichte. Ein Jahr später wurde sie zudem Leiterin der Abteilung Geschichte des Altertums am Institut für Allgemeine Geschichte an der HUB. Im Juni 1964 wurde sie als erste Frau zum ordentlichen Mitglied der Deutschen Akademie der Wissenschaften gewählt. 1966 wurde Welskopf emeritiert, leitete kommissarisch aber noch bis 1968 weiter ihre Abteilung, da der als Nachfolger vorgesehene Johannes Mathwich noch nicht promoviert war.
Nach ihrer Emeritierung begann Welskopf-Henrich mit einem neuen Projekt zur klassischen griechischen Polis. In der Konzeption war dieses Projekt wohl einzigartig. Weder im Rahmen der DDR-typischen Akademieprojekte noch in ihrem westlichen Äquivalent, sondern auf eigene Kosten und in eigener Organisation bearbeitete sie das Projekt, an dem neben ihr auch 60 ost- und westdeutsche Wissenschaftler sowie Forscher aus weiteren zehn Ländern beteiligt waren. Die Hellenische Polis – Krise – Wandlung – Wirkung erschien 1974 in vier Bänden. Chronologischer Schwerpunkt des über 2200 Seiten umfassenden Werkes waren das späte 5. und das 4. Jahrhundert v. Chr. Im Anschluss an dieses Projekt ging sie ein noch ambitionierteres Projekt an: die Sozialen Typenbegriffe im Alten Griechenland. Zwischen 1981 und 1985 erschien das ähnlich organisierte Werk, das einen ähnlichen zeitlichen Rahmen hatte, in sieben Bänden.
Von 1963 bis 1974 unternahm Welskopf-Henrich Reisen in die USA und nach Kanada, um das Leben und die Traditionen der Dakota-Indianer zu studieren. Für ihre Verdienste um ein menschliches Bild der nordamerikanischen Indianer wurde Welskopf-Henrich von ihnen mit dem Titel einer „Lakota-Tashina“ (= Schutzdecke der Lakota) geehrt.
Liselotte Welskopf-Henrich starb 1979 im Alter von 77 Jahren während eines Aufenthalts in Garmisch-Partenkirchen. Sie wurde in Berlin auf dem Friedhof Adlershof bestattet. Ihr Grab ist als Ehrengrab der Stadt Berlin gewidmet.

## Belletristische Arbeiten
Über ein wissenschaftlich interessiertes Publikum hinaus bekannt wurde Liselotte Welskopf-Henrich vor allem durch ihre wissenschaftlich fundierten, dennoch phantasievollen Indianerbücher, die sie vor allem für junge Leser schrieb. Sie verfasste auch das ursprüngliche Drehbuch für die Verfilmung ihres Romans Die Söhne der Großen Bärin. Der DEFA-Film mit Gojko Mitić begründete eine ganze Reihe von DEFA-Indianerfilmen. Auch ihre in der Gegenwart spielenden Indianerromane aus der Pentalogie Das Blut des Adlers (ca. 1963 bis 1973 – Wounded Knee) waren in der DDR sehr populär.
Der Roman Zwei Freunde erzählt von der Zeit der Weimarer Republik und dem beginnenden Nationalsozialismus. Sie schrieb den Roman bereits 1943. Im Roman Jan und Jutta verarbeitete sie autobiografisch eigene Erlebnisse (Jutta) und die ihres späteren Ehemannes Rudolf Welskopf (Jan) bis zum Ende des Zweiten Weltkrieges. Sie beabsichtigte, diese Romane fortzusetzen mit dem Nachkriegswerk Bertolds neue Welt, gab das Projekt aber wieder auf. Sie nahm wohl selber an, dass ihre kritische Sicht auf die Entwicklung in der DDR zur Nichtveröffentlichung führen würde.
Im Jahr 1954 wurde die Erzählung Der Bergführer im Mitteldeutschen Verlag Leipzig veröffentlicht. Die Erzählung handelt von einem jungen Bergführer in den Dolomiten im Jahr 1939. Auch diese Erzählung setzt sich mit dem Nationalsozialismus auseinander, besticht aber auch durch die Landschaftsbeschreibungen. Die Handlung wurde aber für die Veröffentlichung in das Jahr 1950 verlegt, abgewandelt aus politischen Gründen, was zu Unstimmigkeiten in der Geschichte führte. Der Erzählung war daher kein Erfolg beschieden, erst 2015 wurde das Werk, beruhend auf dem Originalmanuskript, wieder aufgelegt.

## Auszeichnungen und Ehrungen
- 1951 Erster Preis für Jugendliteratur der DDR für Die Söhne der Großen Bärin
- 1958 und 1961 Vaterländischer Verdienstorden
- 1966 Banner der Arbeit
- 1968 Friedrich-Gerstäcker-Preis für Die Söhne der Großen Bärin
- 1972 Nationalpreis der DDR III. Klasse
- 1974 Hervorragender Wissenschaftler des Volkes

## Schriften (Auswahl)

### Wissenschaftliche Veröffentlichungen
- Die Produktionsverhältnisse im Alten Orient und in der griechisch-römischen Antike. Akademie Verlag, Berlin 1957.
- Probleme der Muße im alten Hellas. Rütten & Loening, Berlin 1962 (Habilitationsschrift).
- Hellenische Poleis. Handbuch, hrsg. unter ihrer Leitung, Akademie Verlag, Berlin 1973.
- Soziale Typenbegriffe im alten Griechenland und ihr Fortleben in den Sprachen der Welt. Hrsg. 7 Bände, Akademie Verlag, Berlin 1981–1985.

### Belletristik
- Die Söhne der Großen Bärin (Roman, 1951).
- Die Söhne der Großen Bärin (Trilogie, von 1963 bis zuletzt 1982).
  - Bd. 1: Harka, der Sohn des Häuptlings
  - Bd. 2: Top und Harry
  - Bd. 3: Die Söhne der Großen Bärin (1982 als Der Häuptling)
- Die Söhne der Großen Bärin, (sechsbändige Edition der Trilogie, ab 1964 auch im Stuttgarter Union Verlag)
  - Bd. 1: Harka
  - Bd. 2: Der Weg in die Verbannung
  - Bd. 3: Die Höhle in den Schwarzen Bergen
  - Bd. 4: Heimkehr zu den Dakota
  - Bd. 5: Der junge Häuptling
  - Bd. 6: Über den Missouri, ISBN 3-8002-5056-X.
- Der Steinknabe, 1952 (nach einem Märchen der Dakota-Indianer frei erzählt).
- Jan und Jutta, Roman, 1953.
- Drei Wassertropfen, Kinderbuch, 1953.
- Hans und Anna, Kinderbuch, 1954.
- Der Bergführer, Erzählung, 1954/2015 (1954 erschien eine stark vom Manuskript abweichende Fassung, die im Jahr 1950 handelt (aus ideologischen Gründen: der negative Held kommt hier aus Westberlin und nicht, wie von Welskopf-Henrich ursprünglich dargestellt, aus Nazideutschland); 2015 wurde die im Jahr 1939 handelnde Originalfassung aus dem Nachlass der Autorin veröffentlicht - ISBN 978-3-938305-94-2).
- Kate in der Prärie, Kinderbuch, 1955.
- Zwei Freunde, Romantrilogie, 1955.
- Die Wege trennen sich,Roman, 1956.
- Frau Lustigkeit und ihre fünf Schelme, Kinderbuch, 1958.
- Das Blut des Adlers, Pentalogie, 1966–1980.
  - Bd. 1: Nacht über der Prärie, Roman, 1966.
  - Bd. 2: Licht über weißen Felsen, Roman, 1967.
  - Bd. 3: Stein mit Hörnern, Roman, 1968.
  - Bd. 4: Der siebenstufige Berg, Roman, 1972.
  - Bd. 5: Das helle Gesicht, Roman, 1980.
- Wakiya, (stark gekürzte Ausgabe von Licht über weißen Felsen), Jugendbuch, Roman 1967.
- Bertholds neue Welt, Erzählung, 2015 (Unmittelbare Fortsetzung der Romane Jan und Jutta und Zwei Freunde, die in den ersten Wochen nach Ende des Zweiten Weltkriegs in Berlin spielt; aus dem Nachlass der Autorin, ISBN 978-3-938305-93-5).

### Neuausgabe des erzählerischen Gesamtwerkes
Auf der Leipziger Buchmesse 2015 stellte Frank Elstner vom Palisander-Verlag Chemnitz  gemeinsam mit Dr. Rudolf Welskopf, dem Sohn von Liselotte Welskopf-Henrich, das erstmals als E-Book erscheinende erzählerische Gesamtwerk vor. Zu diesem zählen:
- Die Söhne der Großen Bärin (6 Bände). Die Nachworttexte der Autorin aus der Erstausgabe von 1951 sind im Band 6 enthalten
- Das Blut des Adlers (5 Bände).
- Jan und Jutta (Roman).
- Zwei Freunde (Roman).
- Bertholds neue Welt (Erstveröffentlichung).
- Der Bergführer (in der Originalfassung von 1939).

Es fehlen allerdings die in obiger Liste aufgeführten Kinderbücher. Im Palisander-Verlag erschien auch die Biografie von Erik Lorenz: Liselotte Welskopf-Henrich und die Indianer. Eine Biografie und besonders interessant auch das Buch von John Okute Sica: Das Wunder vom Little Bighorn – Erzählungen aus der Welt der alten Lakota. Dieses enthält ein Vorwort von Liselotte Welskopf-Henrich, da sie zu ihren Lebzeiten einen Verleger für diese Geschichten suchte. Die Begegnung mit dem alten Indianer im Jahr 1963 war für die Autorin ein Schlüsselerlebnis für die Fortschreibung der Pentalogie Das Blut des Adlers. Das Manuskript erhielt sie von der Witwe John Okutes.
Im Jahr 2017 veröffentlichte der Palisander-Verlag den Roman Die Söhne der Großen Bärin als Neudruck. Damit sind die „Indianer-Romane“ der Autorin erstmals in einem Verlag sowohl als elektronische und Druckausgabe erschienen.

## Belege
1. ↑  Holger J. Schubert (Hrsg.): Aufforderung zum Frühlingsbeginn. Neue Gedichte junger Autoren. Mitteldeutscher Verlag, Halle (Saale) 1970, S. 131.
2. ↑  Wolfgang Schuller: Inhalte althistorischer Forschungen in der DDR. In: Isolde Stark (Hrsg.): Elisabeth Charlotte Welskopf und die Alte Geschichte in der DDR. Beiträge der Konferenz vom 21. bis 23. November 2002 in Halle/Saale. Franz Steiner Verlag, Stuttgart 2005, S. 80.
3. ↑  Isolde Stark: Elisabeth Charlotte Welskopf. Eine biographische Skizze. In: Dieselbe (Hrsg.): Elisabeth Charlotte Welskopf und die Alte Geschichte in der DDR. Beiträge der Konferenz vom 21. bis 23. November 2002 in Halle/Saale. Franz Steiner Verlag, Stuttgart 2005, S. 203.
4. ↑  Vgl. Rudolf Welskopf (Sohn): Vorwort zu Bertolds neue Welt. In: Liselotte Welskopf-Henrich: Bertolds neue Welt, Palisander-Verlag, Chemnitz 2015, S. 8.
5. ↑  Vgl. Frank Elstner: Vorbemerkungen zu Der Bergführer. In: Liselotte Welskopf-Henrich: Der Bergführer, Palisander-Verlag, Chemnitz 2015, S. 7.
6. ↑  http://www.palisander-verlag.de/ Website Palisander-Verlag, 27. Oktober 2015.
7. ↑  http://www.palisander-verlag.de/pdf/Verlagsprogramm_E-Books_2015.pdf, Palisander-Verlagsprogramm, 27. Oktober 2015.
8. ↑  John Okute Sica: Das Wunder vom Little Bighorn – Erzählungen aus der Welt der alten Lakota. Chemnitz 2009, S. 11.
9. ↑  Hier auch online nachlesbar, abgerufen am 21. Juni 2012.

| Personendaten    | Personendaten                                 |
| ---------------- | --------------------------------------------- |
| NAME             | Welskopf-Henrich, Liselotte                   |
| ALTERNATIVNAMEN  | Welskopf, Elisabeth Charlotte                 |
| KURZBESCHREIBUNG | deutsche Schriftstellerin und Althistorikerin |
| GEBURTSDATUM     | 15. September 1901                            |
| GEBURTSORT       | München                                       |
| STERBEDATUM      | 16. Juni 1979                                 |
| STERBEORT        | Garmisch-Partenkirchen                        |